# آئرونکا ال
آئرونکا ال (به انگلیسی: Aeronca_L) یک هواگرد ملخ‌پیشین تک‌موتوره از نوع تک باله ساخت شرکت Aeronca Aircraft است. این هواگرد در سال ۱۹۳۵ میلادی رسماً معرفی گردید. در مجموع، تعداد ۶۵ فروند از این هواگرد ساخته شده‌است.